# Barbus bawkuensis
Barbus bawkuensis е вид лъчеперка от семейство Шаранови (Cyprinidae). Видът е застрашен от изчезване.

## Разпространение
Разпространен е в Буркина Фасо, Гана и Нигерия.

## Описание
На дължина достигат до 2,9 cm.